# Коровин, Михаил Емельянович
Михаил Емельянович Коровин (6 июля 1798, дер. Большое Буньково — 1864, Москва) — купец первой гильдии  г. Ейска, живший в Москве. Владел ямским извозом. Дедушка художников Сергея и Константина Алексеевичей Коровиных.

## Биография
Отец Михаила Коровина — Емельян Федотович Коровин (1773-21.5.1850), родился в дер. Большое Буньково Богородского уезда Московской губ. В аренде Михаила Коровина был дом на Б. Алексеевской улице в Москве. Дом был больших размеров, с двором и большим садом. Колонный зал дома был построен в стиле ампир. В нем провел свое детство его внук, художник Константин Коровин. Купец отличался привлекательной внешностью,  высоким ростом.(1,75 м). Обычно носил сюртук .
Михаил Коровин был увлечен искусством, любил слушать музыкальные квартеты у себя в доме. Играла как классическая музыка, так и народные песни.
В доме часто бывал художник Лев Львович Каменев. Он в юношеские годы служил у Михаила Емельяновича Коровина в конторе и уже тогда интересовался живописью. Часто показывал семье Коровиных этюды, которые писал с натуры в окрестностях Москвы. Когда Михаил Коровин понял, что Каменев действительно увлечен художеством, он подарил ему пять тысяч рублей (легенда из уст К. Коровина) для того, чтобы тот смог поступить в Академию художеств, которая находилась в Петербурге. В напутствие художнику он сказал, что тот должен учиться, если у него есть интерес к искусству, но его жизнь вряд ли будет легкой. Благодаря деньгам Каменев уехал на учебу, окончил ее с золотой медалью, а потом смог поехать за границу.
Михаил Емельянович Коровин прожил  66 лет. После его смерти его семья разорилась и была вынуждена уехать из особняка в Рогожской слободе.

## Семья
У Михаила Коровина был  единственный сын Алексей Михайлович Коровин и две дочери: Марья была замужем за Н.И. Ершовым, а Авдотья — за А.И. Блинниковым-Вяземским. Невестка — Аполлинария Ивановна Волкова, внуки — художники Константин Алексеевич Коровин и Сергей Алексеевич Коровин.